# Trichoptilosis

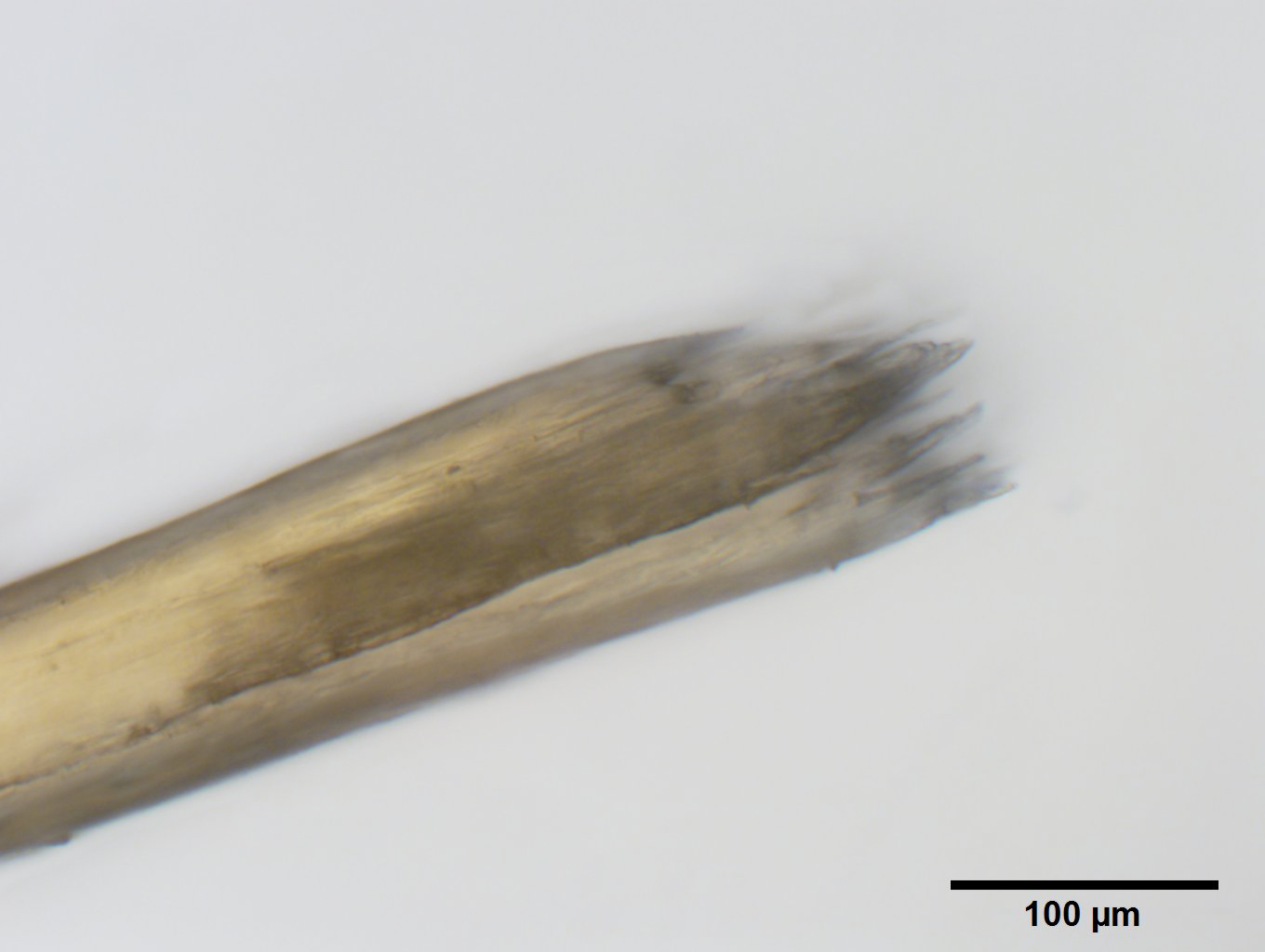
Trichoptilosis

Trichoptilosis je odborné označení pro třepení konečků vlasů. Označení pochází z řečtiny (Tricho = vlasy, ptilon = peří). Roztřepené konečky jsou charakteristickým problémem převážně dlouhých vlasů. Nejčastěji se třepení konečků vyskytuje u suchých, křehkých a lámavých vlasů. Konečky vlasů se nadměrně vysuší a působením tepelných, mechanických či chemických faktorů se začnou třepit do tvaru připomínající peří. Vlasový stonek se začne třepit v případě, že dojde k poškození a ztrátě části buněk kutikuly vlasu (vrchní ochranná vrstva vlasového stonku). Následně se spirály keratinu tvořící kůru vlasů začnou od sebe oddělovat. Z jednoho konečku se vlas rozdělí do dvou, tří nebo více poškozených částí.
V současné době ovšem neexistuje žádná péče, která by roztřepení dokázala trvale zpět zacelit. V historii se roztřepené konce upalovaly, čímž se vlasy měly zapečetit a dále již netřepit. Samozřejmě, že tohle řešení je zcela neúčinné a vlasům ještě přitížilo.